# Pohár UEFA 1992/1993
Sezóna 1992/93 Poháru UEFA byla 35. ročníkem tohoto poháru. Vítězem se stal tým Juventus FC.

## První kolo
| Domácí v 1. zápase       | Celkem    | Hosté v 1. zápase      | 1. zápas | 2. zápas    |
| ------------------------ | --------- | ---------------------- | -------- | ----------- |
| 1. FC Köln               | 2-3       | Celtic FC              | 2-0      | 0-3         |
| FK Dynamo Moskva         | 5-3       | Rosenborg BK           | 5-1      | 0-2         |
| Electroputere Craiova    | 0-10      | Panathinaikos FC       | 0-6      | 0-4         |
| FK Dynamo Kyjev          | (v)3-3    | Rapid Wien             | 1-0      | 2-3         |
| FC Copenhagen            | 10-1      | MP                     | 5-0      | 5-1         |
| FC Wacker Innsbruck      | 1-5       | AS Řím                 | 1-4      | 0-1         |
| FC Politehnica Timișoara | 1-5       | Real Madrid            | 1-1      | 0-4         |
| Fenerbahçe SK            | 5-3       | Botev Plovdiv          | 3-1      | 2-2         |
| Floriana FC              | 2-8       | Borussia Dortmund      | 0-1      | 2-7         |
| GKS Katowice             | 1-2       | Galatasaray SK         | 0-0      | 1-2         |
| Grasshopper              | 4-3       | Sporting CP            | 1-2      | 3-1(prodl.) |
| Hibernian FC             | 3-3(v)    | RSC Anderlecht         | 2-2      | 1-1         |
| IFK Norrköping           | 1-3       | Turín FC               | 1-0      | 0-3         |
| Juventus FC              | 10-1      | Anorthosis Famagusta   | 6-1      | 4-0         |
| Fram Reykjavík           | 0-7       | 1. FC Kaiserslautern   | 0-3      | 0-4         |
| Manchester United FC     | 0-0(pen.) | FK Torpedo Moskva      | 0-0      | 0-0         |
| Neuchâtel Xamax          | 3-6       | BK Frem                | 2-2      | 1-4         |
| Paris Saint-Germain FC   | 5-0       | PAOK Soluň             | 2-0      | 3-0 1       |
| Lokomotiv Plovdiv        | 3-9       | AJ Auxerre             | 2-2      | 1-7         |
| Casino Salzburg          | 1-6       | Ajax                   | 0-3      | 1-3         |
| Sheffield Wednesday      | 10-2      | Spora Luxembourg       | 8-1      | 2-1         |
| Sigma Olomouc            | 3-1       | Universitatea Craiova  | 1-0      | 2-1         |
| SK Slavia Praha          | 3-4       | Heart of Midlothian FC | 1-0      | 2-4         |
| Benfica SL               | 8-0       | Belvedur Izola         | 3-0      | 5-0         |
| Caen                     | 3-4       | Real Zaragoza          | 3-2      | 0-2         |
| Standard Liège           | 5-0       | Portadown FC           | 5-0      | 0-0         |
| Vác FC-Samsung           | 2-1       | Groningen              | 1-0      | 1-1         |
| Valencia                 | 1-6       | SSC Neapol             | 1-5      | 0-1         |
| Vitesse                  | 5-1       | Derry City             | 3-0      | 2-1         |
| Vitória SC               | 3-2       | Real Sociedad          | 3-0      | 0-2         |
| Widzew Łódź              | 2-11      | Eintracht Frankfurt    | 2-2      | 0-9         |
| KV Mechelen              | 2-1       | Örebro SK              | 2-1      | 0-0         |

1: Zápas byl předčasně ukončen v 51. minutě za stavu 0:2. UEFA ho následně zkontumovala 0:3.

## Druhé kolo
| Domácí v 1. zápase     | Celkem | Hosté v 1. zápase      | 1. zápas | 2. zápas |
| ---------------------- | ------ | ---------------------- | -------- | -------- |
| Kaiserslautern         | 5-3    | Sheffield Wednesday    | 3-1      | 2-2      |
| AS Řím                 | 6-4    | Grasshopper            | 3-0      | 3-4      |
| AJ Auxerre             | 7-0    | FC Copenhagen          | 5-0      | 2-0      |
| BK Frem                | 1-6    | Real Zaragoza          | 0-1      | 1-5      |
| Borussia Dortmund      | 3-1    | Celtic FC              | 1-0      | 2-1      |
| Eintracht Frankfurt    | 0-1    | Galatasaray SK         | 0-0      | 0-1      |
| Fenerbahçe SK          | 2-7    | Sigma Olomouc          | 1-0      | 1-7      |
| Heart of Midlothian FC | 0-2    | Standard Liège         | 0-1      | 0-1      |
| Panathinaikos FC       | 0-1    | Juventus FC            | 0-1      | 0-0      |
| SSC Neapol             | 0-2    | Paris Saint-Germain FC | 0-2      | 0-0      |
| RSC Anderlecht         | 7-2    | FK Dynamo Kyjev        | 4-2      | 3-0      |
| Real Madrid            | 7-5    | FK Torpedo Moskva      | 5-2      | 2-3      |
| Benfica SL             | 6-1    | Vác FC-Samsung         | 5-1      | 1-0      |
| Turín FC               | 1-2    | FK Dynamo Moskva       | 1-2      | 0-0      |
| Vitesse                | 2-0    | KV Mechelen            | 1-0      | 1-0      |
| Vitória SC             | 1-5    | Ajax                   | 0-3      | 1-2      |

## Třetí kolo
| Domácí v 1. zápase     | Celkem | Hosté v 1. zápase | 1. zápas | 2. zápas |
| ---------------------- | ------ | ----------------- | -------- | -------- |
| AS Řím                 | 5-4    | Galatasaray SK    | 3-1      | 2-3      |
| Ajax                   | 3-0    | Kaiserslautern    | 2-0      | 1-0      |
| Borussia Dortmund      | 4-3    | Real Zaragoza     | 3-1      | 1-2      |
| FK Dynamo Moskva       | 2-4    | Benfica SL        | 2-2      | 0-2      |
| Paris Saint-Germain FC | (v)1-1 | RSC Anderlecht    | 0-0      | 1-1      |
| Sigma Olomouc          | 1-7    | Juventus FC       | 1-2      | 0-5      |
| Standard Liège         | 3-4    | AJ Auxerre        | 2-2      | 1-2      |
| Vitesse                | 0-2    | Real Madrid       | 0-1      | 0-1      |

## Čtvrtfinále
| Domácí v 1. zápase | Celkem | Hosté v 1. zápase      | 1. zápas | 2. zápas |
| ------------------ | ------ | ---------------------- | -------- | -------- |
| AS Řím             | 1-2    | Borussia Dortmund      | 1-0      | 0-2      |
| AJ Auxerre         | 4-3    | Ajax                   | 4-2      | 0-1      |
| Real Madrid        | 4-5    | Paris Saint-Germain FC | 3-1      | 1-4      |
| Benfica SL         | 2-4    | Juventus FC            | 2-1      | 0-3      |

## Semifinále
| Domácí v 1. zápase | Celkem    | Hosté v 1. zápase      | 1. zápas | 2. zápas |
| ------------------ | --------- | ---------------------- | -------- | -------- |
| Borussia Dortmund  | (pen.)2-2 | AJ Auxerre             | 2-0      | 0-2      |
| Juventus FC        | 3-1       | Paris Saint-Germain FC | 2-1      | 1-0      |

## Finále
| 5. května 1993        |       |                                         |                                                                            |
| Borussia Dortmund     | 1 – 3 | Juventus FC                             | Westfalenstadion, Dortmund diváci: 40 000 rozhodčí: Sándor Puhl (Maďarsko) |
| Michael Rummenigge 2' |       | Dino Baggio 26' Roberto Baggio 30', 74' | Westfalenstadion, Dortmund diváci: 40 000 rozhodčí: Sándor Puhl (Maďarsko) |

| 19. května 1993                        |       |                   |                                                                                  |
| Juventus FC                            | 3 – 0 | Borussia Dortmund | Stadio delle Alpi, Turín diváci: 62 781 rozhodčí: John Blankenstein (Nizozemsko) |
| Dino Baggio 5', 42' Andreas Möller 65' |       |                   | Stadio delle Alpi, Turín diváci: 62 781 rozhodčí: John Blankenstein (Nizozemsko) |

Juventus FC zvítězil celkovým skóre 6:1.

## Vítěz
| Pohár UEFA 1992/93 Juventus FC Angelo Peruzzi, Massimo Carrera, Júlio César, Jürgen Kohler, Moreno Torricelli, Dino Baggio, Andreas Möller, Roberto Galia, Marco De Marchi, Roberto Baggio, Gianluca Vialli, Michelangelo Rampulla, Giancarlo Marocchi, Alessandro Dal Canto, Paolo Di Canio, Fabrizio Ravanelli, Roberto Galia, Massimiliano Giacobbo Trenér: Giovanni Trapattoni |